# Euroflash
Euroflash è stata una casa editrice di figurine di La Spezia nonché la storica antagonista della più famosa Panini di Modena. La casa editrice fu fondata da Giovanni Carozzo.

## Storia
Le prime pubblicazioni delle Edizioni Flash (La Spezia) risalgono al 1978 con 2 albi di figurine per il mercato tedesco: l'ape Maia e Heidi.
In Italia vennero realizzati gli album di figurine di "Dolly Dolly" e "Pierrot" e nel 1979 debuttano gli album di "Capitan Harlock" e del "Calcio" (serie A, B, C1 e calciatori internazionali).
Nel 1986 un nuovo riassetto editoriale della capogruppo Edizioni Astra porta la nascita dell'Euroflash Srl, sempre a La Spezia località Ceparana.
L'editrice si specializza in fumetti pur continuando la produzione di album di figurine di famose serie di cartoni animati giapponesi, come UFO Robot Goldrake o Tartarughe Ninja.
Nel 1994 la percentuale detenuta dall'Euroflash nel mercato italiano delle figurine dei calciatori era del 7%.
A gennaio del 1994 a seguito del fallimento del gruppo editoriale Fratelli Melita Editori che deteneva la maggioranza di Euroflash, quest'ultima viene messa in amministrazione controllata.
Nel 1996 Diamond Publishing Spa rileva lo stabilimento dell'Euroflash Srl.

## Album Euroflash
- Il grande album degli animali, 1986
- i misteriosi alieni Exogini,1986
- Prehistoria 1988,
- Calcioflash 1991, 1990
- Tartarughe Ninja alla riscossa, 1990
- Nintendo Sticker Activity Album, 1992